# NGC 5139
Az NGC 5139 (más néven ω Centauri vagy Caldwell 80) egy gömbhalmaz a Centaurus (Kentaur) csillagképben.

## Felfedezése
A gömbhalmazt Edmond Halley fedezte fel 1677-ben.

## Tudományos adatok
Az NGC 5139 a Tejútrendszer legnagyobb gömbhalmaza. Spektroszkópiai mérések szerint a halmaz középpontjában egy közepes méretű fekete lyuk található.

## Megfigyelési lehetőség
A halmaz igen fényes, így szabad szemmel is látható. Magyarországról nem figyelhető meg.